# بوبي ليتش

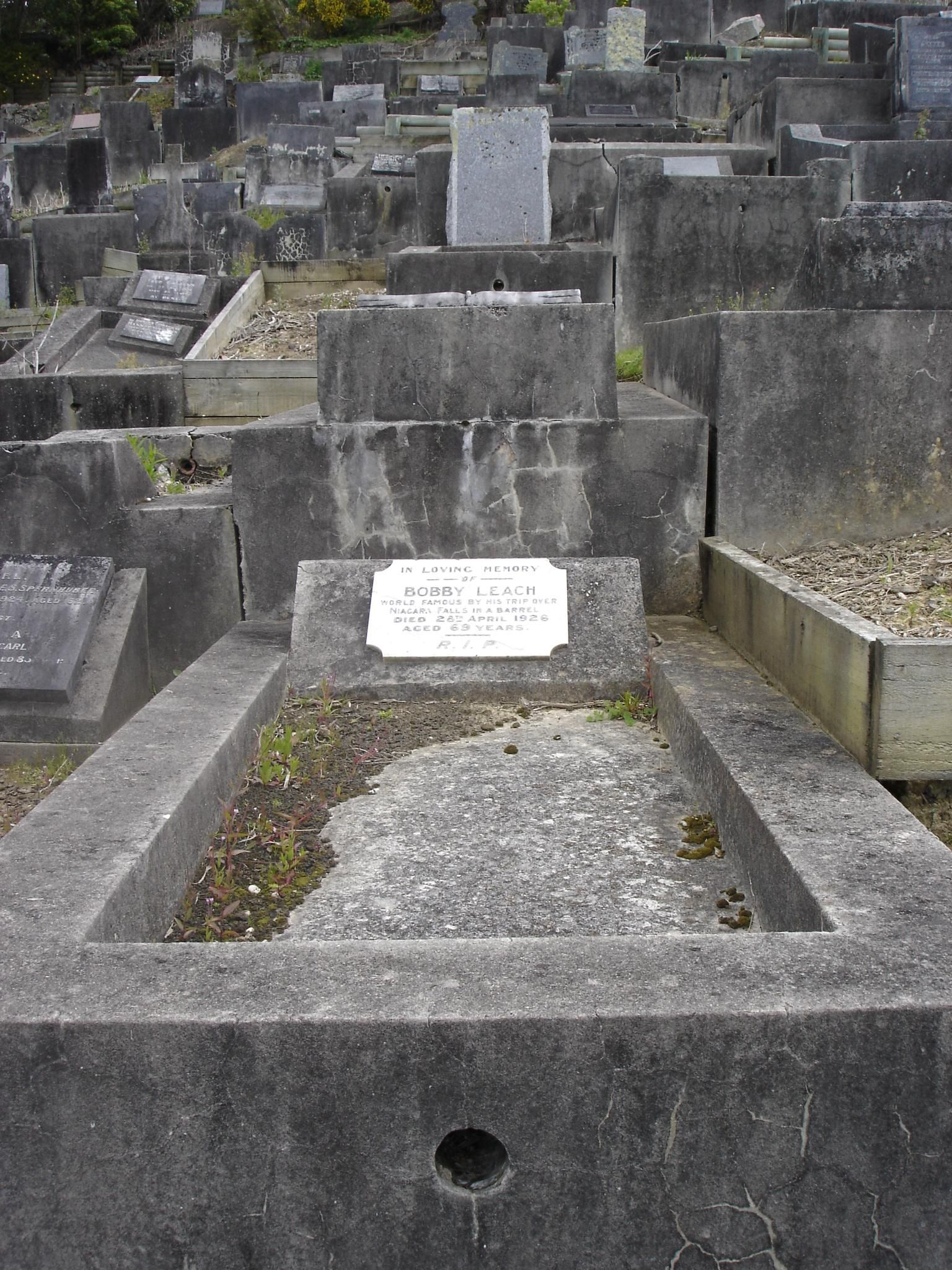
قبر بوبي ليتش في مقبرة هيلزبورو ، أوكلاند، نيوزيلند

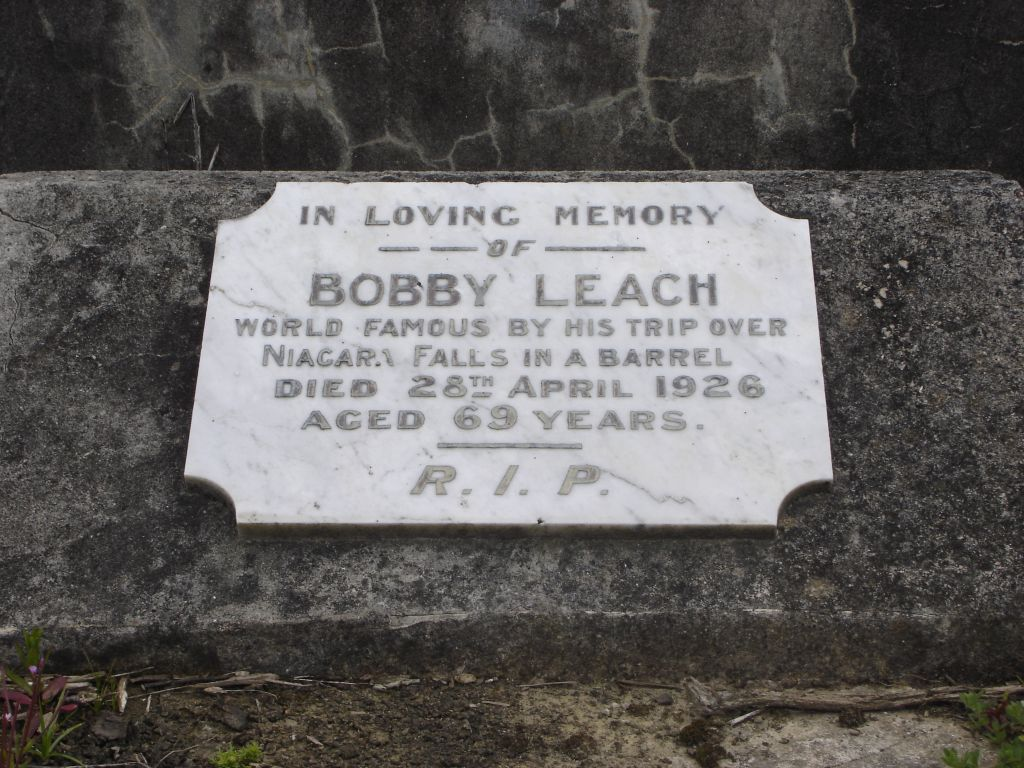
شاهد قبر بوبي ليتش في مقبرةهيلزبورو ، أوكلاند، نيوزيلند

بوبي ليتش: (بالإنجليزية: Bobby Leach) (ولد 1 يوليو 1858، توفي26 أبريل 1926)، من مواليد كورنوال، المملكة المتحدة؛ ثاني شخص يعبر من شلالات نياغارا في برميل، بعد آني تايلور، ويعد أول رجل يفعل ذلك، وحقق هذا الإنجاز في 25 يوليو، 1911. أمضى بوبي ستة أشهر في المستشفى يتعافى من الإصابات التي لحقت به خلال فصل الخريف، والتي شملت كسرين في غضاريف الركب وكسر في الفك.
ليتش كان يعمل مؤد في سيرك بارنوم وبيلي (بالإنجليزية: Barnum and Bailey Circus) وكان معروفا بالتقزم. وقبل رحلته للسقوط السقوط كان يملك مطعما في شارع جسر وسوف حيث طالما تباهى للعملاء أنه في إمكانه فعل أي شيء يمكن أن تفعله آني كما يمكنه أن نفعل ما هو أفضل.
على عكس آني تايلور، فلقد حقق ليتش بعض النجاح في مسعاه. حيث قام لعدة سنوات بجولة كندا والولايات المتحدة وإنجلترا، سرد خلال جولاته رحلته المؤلمة في المعارض والاستعراضات المسرحية وقاعات المحاضرات، وقام بعرض برميله والتقاط الصور معه.
عاد ليتش لشلالات نياجرا، في نيويورك في عام 1920 حيث حاول وهو في الستينات من عمره حاول أن يسبح على منحدرات دوامة لكن محاولاته جميعها تكللت بالفشل.
في عام 1926، وبينما كان في جولة دعائية في نيوزيلندا، أصيب ليتش في ساقه إثر انزلاقه على قشر البرتقال (وفقا لبعض التقارير، انزلق على قشر موز). أصبيبت الساق المصابة بالغرغرينا مما استلزم بتر ساقه. وعلى الرغم من عملية البتر إلا أنه توفي بعد شهرين متأثر بمضاعفات البتر. وذلك في 26 أبريل 1926 في نيوزيلندا.